# Lovers in a Dangerous Spacetime
Lovers in a Dangerous Spacetime est un jeu vidéo indépendant orienté vers le 
jeu en coopération entre deux joueurs, développé et édité par Asteroid Base. Il est sorti le 9 septembre 2015 sur PC (Microsoft Windows, Mac OS, Linux) et sur Xbox One.

## Système de jeu
Les deux joueurs - deux humains, ou bien un humain et une intelligence artificielle - incarnent un vaisseau spatial sphérique vu en coupe. Celui-ci peut être contrôlé grâce à des instruments qui se trouvent à son bord: le gouvernail oriente le déplacement, les tourelles envoient des projectiles sur les ennemis, le bouclier défend contre eux, la carte permet de se repérer et une autre arme sert de défense ultime.
Les joueurs ne dirigent pas directement le vaisseau spatial à l'aide de leur manette ou du clavier, comme dans les jeux typiques du genre shoot 'em up. Chaque joueur contrôle un petit personnage qui se déplace librement d'instrument en instrument et peut prendre ainsi le contrôle de certaines fonctionnalités de la navette. Puisque chaque joueur ne peut maîtriser qu'un aspect du vaisseau à la fois, et qu'il y a plus de fonctions que de personnages, le duo doit faire preuve de coopération et d'organisation.
Le vaisseau spatial se déplace dans une zone ouverte en deux dimensions. Dans la plupart des 
niveaux, il doit libérer 5 petits animaux, sur les dix qui s'y trouvent au total; il peut récupérer des bonus qui permettent de les repérer plus facilement ou d'améliorer les fonctionnalités du vaisseau. Dans d'autres niveaux, le but est de protéger le moteur du vaisseau contre une douzaine de hordes d'ennemis. Il y a cinq constellations de cinq niveaux.

## Développement
Lovers in a Dangerous Spacetime a été développé par Asteroid Base, un studio situé à Toronto, au Canada.

## Accueil

### Critique
Lovers in a Dangerous Spacetime a reçu un accueil favorable de la part de la presse spécialisée. Metacritic lui accorde la note agrégée de 82 % sur 27 critiques pour la version Xbox One et de 80% sur 14 critiques pour la version PC.

### Ventes
Selon Steam Spy, le jeu est possédé par 16 000 (+- 3000) utilisateurs Steam à la date du 17 décembre 2015. Il a été joué par 13 000 (+- 3000) d'entre eux, pendant une durée moyenne de 7h46 et une durée médiane de 3h07.